# Eugenio Zolli
Eugenio Maria Zolli (Brody, 27 de setembre de 1881 – Roma, 2 de març de 1956), nascut Israel Anton Zoller, fou un austrohongarès per naixement i un professor italià de filosofia i autor. Fins a la conversió del judaisme al catolicisme el febrer de 1945, Zolli va ser el rabí en cap de Roma de 1940 a 1945. Després de la guerra, va ensenyar filosofia en diverses institucions de tota Roma, inclosa la Universitat La Sapienza de Roma i l'Institut Pontifici Bíblic.
Zolli destaca per la seva admiració del papa Pius XII durant la Segona Guerra Mundial, que va donar suport i refugi a Zolli i altres jueus durant l'ocupació de l'Alemanya nazi d'Itàlia del 1943 al 1944. Més tard es va revelar que Zolli es va amagar en diversos llocs de Roma i de la Ciutat del Vaticà.

## Joventut
Zoller va néixer el 1881 a la ciutat de Brody, llavors Àustria-Hongria, que des de 1918 fins 1945 va ser a Polònia oriental, i en l'actualitat es troba a l'oest d'Ucraïna. Era el més jove de cinc fills, amb tres germans i una germana. El pare de Zoller era un propietari de fàbrica antiga, i la seva mare procedia d'una dinastia familiar de rabins. Va obtenir el títol de doctor en filosofia per la Universitat de Florència a Itàlia. Al mateix temps, es preparava per al rabinat en una ieixivà propera.
El 1917 va morir Adele, la primera esposa de Zoller. El 1920 es casà amb la seva segona esposa, Eva Majonica.
El 1918 va ser nomenat rabí de la ciutat italiana de Trieste, el territori del qual acabava de ser traslladat des d'Àustria-Hongria a Itàlia. Va canviar el seu cognom per "Zolli" per fer-lo semblar més italià. Els líders feixistes italians van començar a excloure els jueus italians dels programes de benestar social incloent suport financer i escolarització al llarg dels anys trenta i els van denigrar a la premsa. Una viciosa campanya de premsa dels feixistes va obligar a abandonar el rabí cap de Roma, Davide Prato. El desembre de 1939, Zolli va ser nomenat rabí cap de Roma amb el suport dels líders feixistes.
Zolli va tenir conflictes amb els seus congregants a Roma des del primer moment. L'estil de presidència de Zolli a l'hora de lliurar la litúrgia era més casual del que preferien, i estava més interessat en la investigació acadèmica que en el treball pastoral o el lideratge comunitari. Hi va haver disputes sobre el sou i les expectatives. Durant aquest temps, Zolli va formar una amistat amb l'erudit jesuïta Augustin Bea.

## L'Holocaust de Roma: 1943–1944
Després que Zolli es traslladés a Roma el 1940, va intentar convèncer Ugo Foa, president de la comunitat jueva a Roma, i Dante Almansi, president de la Unió de Comunitats Jueves italianes, que els nazis alemanys eren una amenaça significativa per a la comunitat jueva romana. Segons l'investigador nord-americà, Daniel T. Murphy, Zolli «va recomanar la supressió total de les funcions públiques jueves, el tancament d'oficines administratives, l'eliminació de les llistes de donants, la dispersió de tots els membres de la comunitat jueva, la distribució de l'ajuda financera i la reducció del tresor comunitari.» Durant els anys següents, quan els nazis van arrasar Europa durant la Segona Guerra Mundial, els tres germans de Zolli van ser assassinats en l'Holocaust.
El 1944, després que Zolli sortís d'amagat a la casa d'Amadeo Pierantoni, un membre catòlic del partit de resistència antifeixista de Roma, Giustizia e Libertà, la seva posició de Rabí en cap va ser restaurada per Charles Poletti, tot i que la comunitat jueva el va rebutjar, com es va veure al llibre del rabí Louis Israel Newman, "El rabí cap de Roma es converteix en catòlic".
Zolli més tard va descriure les seves experiències de guerra de la següent manera:
«Va ser del meu pare de qui vaig aprendre el gran art de resar amb llàgrimes. Durant la persecució nazi, molts anys després, vaig viure prop del centre de Roma en una petita habitació. Allà, a les fosques, amb la fam i el fred, pregava plorant: "O, guarda d'Israel, protegeix les restes d'Israel; no permetis que aquest romanent d'Israel es perdi!»

## Conversió al cristianisme
A la seva autobiografia, "Abans de l'alba: reflexions autobiogràfiques d'Eugenio Zolli, antic rabí en cap de Roma", Zolli va dir que, mentre presidia el servei religiós a la sinagoga el dia sagrat del Yom Kippur el 1944, va experimentar una visió de Jesús. Segons el seu cor, explicam va trobar les paraules «Has estat aquí per última vegada».
El 13 de febrer de 1945, Zolli, la seva segona esposa, i la seva filla es van convertir al catolicisme (la seva primera esposa havia mort anys abans). Va ser batejat a la Universitat Gregoriana per monsenyor Luigi Traglia en presència del pare Paolo Dezza; el seu padrí va ser el pare Augustin Bea, confessor del papa Pius XII. Zolli va optar per ser batejat "Eugenio Maria" en homenatge al papa Pius XII, que va néixer Eugenio Maria Giuseppe Giovanni Pacelli.
Després de la seva conversió, a Zolli se li va preguntar en una entrevista per què havia "renunciat a la sinagoga per a l'Església". Zolli va respondre dient: «Però no ho he renunciat. El cristianisme és la finalització o la corona de la sinagoga. Per, la Sinagoga era una promesa i el cristianisme és el compliment d'aquesta promesa. La sinagoga va apuntar al cristianisme: el cristianisme pressuposa la sinagoga. Així que, com podeu veure, un no pot existir sense l'altre. Em vaig convertir al cristianisme viu».

## Anys posteriors i mort
Després que Zolli i la seva dona es convertissin al catolicisme, va treballar a la Universitat la Sapienza de Roma i al Pontifici Institut Bíblic. El 1956, es va emmalaltir greument i va ingressar a l'hospital, on va revelar a una monja que moriria el primer divendres del mes a les tres de la tarda.
El 2 de març de 1956, Zolli va rebre la Santa Comunió al matí, va caure en coma, i va morir segons va predir a les tres de la tarda del primer divendres del mes. Tenia 74 anys. És enterrat al cementiri de Campo Verano a Roma, Itàlia.

## Recepció i llegat
Després de la polèmica que envoltava la seva conversió, la vida i els escrits de Zolli no van aconseguir una atenció generalitzada. La seva vida i obra es van deixar de banda, tret del debat sobre el papa Pius XII i l'Holocaust sorgit a la dècada de 1960. Va continuar essent oblidat fins que es va reeditar la seva autobiografia en italià el 2004 i es va convertir en un best-seller. Això va impulsar un nou cos d'estudis sobre la seva vida.

## Citacions
«La conversió consisteix en respondre a una crida de Déu. Un home no es converteix en el moment que tria, sinó a l'hora en què rep la crida de Déu. Quan se sent la crida, el que la rep només té una cosa que fer: obeir. Pau és 'convertit'. Va abandonael Déu d'Israel? Deixà l'amor Israel? Seria absurd pensar que sí. Però llavors? El convertit és un que se sent impel·lit per una força irresistible per deixar un preestablerts ordenar i buscar el seu propi camí. Seria més fàcil continuar pel camí que anava.»
«A l'Antic Testament, la justícia la fa un home cap a un altre... Fem bé pel bé rebut; tornem el mal que hem patit a mans d'un altre. No fer lesions per lesions és, en certa manera, per no tenir justícia. Quin contrast amb l'Evangeli: estimeu els vostres enemics ... pregueu per ells, o fins i tot les darreres paraules de Jesús a la creu: "Pare, perdoneu-los, perquè no saben el que fan!" ' Tot això em va sorprendre. El Nou Testament és, de fet, una Aliança totalment nova.»

## Obres
- Zolli, Eugenio. Carlo Goldoni: discorso tenuto nel Teatro Mandanici di Barcellona (en italià), 1907.
- Zolli, Eugenio. L'educazione presso gli Ebrei (en italià).  Edizioni Viola.
- Zolli, Eugenio. La Coscrizione degli ebrei di Trieste nel 1788 (en italià).  Typ. D. del Bianco, 1913.
- Zolli, Eugenio. Ideogenesi e morfologia dell'antico sinaitico: un contributo alla storia del divenire dell'alfabeto greco-romano (en italià).  Libraria Bemporad, 1925.
- Zolli, Eugenio. Israele: studi storico-religiosi (en italià).  Istituto delle edizioni accademiche, 1935.
- Zolli, Eugenio. Il Nazareno: studi di esegesi neotestamentaria alla luce dell'aramaico e del pensiero rabbinico, 1935.[a]
  - Zolli, Eugenio. Il Nazareno: studi di esegesi neotestamentaria alla luce dell'aramaico e del pensiero rabbinico (en italià).  Milan: San Paolo, 2009. ISBN 978-88-215-6374-4.
  - Zolli, Eugenio. The Nazarene: Studies in New Testament Exegesis.  Urbi et Orbi/Remant of Israel, 1999. ISBN 978-1-892875-90-7.
- Zolli, Eugenio. Prima dell'alba, 1945.
  - Zolli, Eugenio. Prima dell'alba (en italià).  San Paolo, 2004. ISBN 978-88-215-5062-1.
  - Zolli, Eugenio. Before the Dawn: Autobiographical Reflections.  Ignatius Press, 2008. ISBN 978-1-58617-287-9.
- Zolli, Eugenio. Christus (en alemany).  A.V.E., 1946.
- Zolli, Eugenio. Introduzione allo studio dell'ebraico anticotestamentario (en italià).  A. Belardetti, 1947.
- Zolli, Eugenio. Il Salterio: nuova traduzione e commento (en italià).  Viola, 1951.
- Zolli, Eugenio. I salmi: documenti di vita vissuta (en italià).  Ed. Viola, 1953.
- Zolli, Eugenio. L'embraismo (en letó).  Editrice Studium, 1953.
- Zolli, Eugenio. Da Eva a Maria (en portuguès).  Editrice Studium Christi, 1954.
- Zolli, Eugenio; Burgos, F.C.. Mi encuentro con Cristo (en castellà).  Rialp, 1957.
- Zolli, Eugenio. Guida all'Antico e Nuovo Testamento (en italià).  Garzanti, 1960.
- Zolli, Eugenio. La confessione e il dramma di Pietro (en italià).  Cor Unum, 1964.
- Zolli, Eugenio. Antisemitismo (en castellà).  San Paolo, 2005.